# Gustav Meier
Gustav Meier (* 13. August 1929 in Wettingen; † 26. Mai 2016) war ein Schweizer Dirigent und Musikpädagoge.

## Leben
Meier studierte am Zürcher Konservatorium und an der Accademia Chigiana Siena. 1957–58 besuchte er in Tanglewood die Meisterklassen für Dirigenten gemeinsam mit Claudio Abbado, Zubin Mehta und David Zinman. Er begann seine Laufbahn als Dirigent an der Luzerner Oper und dirigierte dann an der Wiener Kammeroper und der Zürcher Oper.
Von 1960 bis 1973 war er Musikprofessor an der Yale University. Danach unterrichtete er bis 1976 an der Eastman School of Music. Von 1980 bis 1996 leitete er die Dirigentenseminare in Tanglewood. 1988 erhielt er den Luise Vosgerchian Teaching Award der Harvard University. Zu seinen Schülern zählen u. a. Marin Alsop, Alexander Frey, Antonio Pappano, Bobby McFerrin, Yakov Kreizberg, Rico Saccani, Carl St. Clair, Bundit Ungrangsee, Mark Gibson, Jun Märkl und Benjamin Loeb.
Meier war Dirigent des Greater Lansing Symphony Orchestra in Michigan und des Greater Bridgeport Symphony Orchestra in Connecticut. Ausserdem trat er als Gastdirigent verschiedener Orchester der USA, Lateinamerikas und Europas auf. Er leitete die Uraufführung von Kompositionen Robert Carls, Elliott Carters, Kurt Weills, Hugo Weisgalls, James Mulcro Drews und Thomas Fays. 1995 erhielt er den Ditson Conductor's Award der Columbia University für seine Verdienste um die amerikanische Musik. 2009 erschien sein Buch The Score, the Orchestra, and the Conductor.